# ボルチモア (防護巡洋艦)
|          |                           |
| 艦歴     |                           |
| 発注     |                           |
| 起工     | 1887年5月5日              |
| 進水     | 1888年10月6日             |
| 就役     | 1890年1月7日              |
| 退役     | 1922年9月15日             |
| その後   | 1942年2月16日に売却       |
| 除籍     |                           |
| 性能諸元 |                           |
| 排水量   | 4,413トン                 |
| 全長     | 336 ft (102 m)            |
| 全幅     | 48 ft 6 in (14.8 m)       |
| 吃水     | 20 ft 6 in (6.3 m)        |
| 機関     | 2軸推進、10,000ihp        |
| 最大速   | ノット                    |
| 乗員     | 士官、兵員383名           |
| 兵装     | 8インチ砲4門 6インチ砲6門 |

ボルチモア (USS Baltimore, C-3/CM-1) は、アメリカ海軍の防護巡洋艦。艦名はメリーランド州ボルチモアに因む。その名を持つ艦としては4隻目。

## 艦歴
ボルチモアは先のチャールストン (USS Charleston, C-2) 同様、イギリスのアームストロング・ミッチェル社で設計が行われた。1887年5月5日にペンシルベニア州フィラデルフィアのウィリアム・クランプ・アンド・サンズ社で起工し、1888年10月6日にセオドア・D・ウィルソン夫人（建造主任セオドア・D・ウィルソンの妻）によって命名、進水、1890年1月7日に艦長W・S・スライ大佐の指揮下就役した。
ボルチモアは1890年5月24日に北大西洋戦隊の旗艦となり、8月15日から23日までかけてジョン・エリクソンの遺体をニューヨークからスウェーデンのストックホルムまで運搬した。ヨーロッパ海域および地中海を巡航した後、1891年4月7日にチリのバルパライソに到着、南太平洋ステーションに加わる。ボルチモアはチリ革命に際してアメリカ人を保護し、8月28日にはバルパライソに部隊を上陸させた。1892年1月5日にメア・アイランド海軍工廠に到着、ボルチモアは10月7日まで西海岸を巡航し、続いて大西洋に戻った。1893年3月から4月にかけてハンプトン・ローズで巡航および海軍の観閲式に参加した。ボルチモアはスエズ運河を経由し、アジアステーションの旗艦として1893年12月22日から1895年12月3日までアメリカ合衆国の権益を保護するために巡航した。1896年1月21日にメア・アイランドに帰還し、1896年2月17日に予備役となる。
1897年10月12日に再就役したボルチモアは10月20日にハワイ諸島へ出航し、1897年11月7日から1898年3月25日まで同地に留まる。その後1898年4月22日に香港でジョージ・デューイ代将率いる戦隊に加わった。戦隊は4月27日に大鵬湾を出航しフィリピンに向かい、5月1日の朝にマニラ湾入りし、同湾に停泊していたスペイン艦隊に対して攻撃を行った。ボルチモアはオリンピア (USS Olympia, C-6) に続いて2番目にマニラ湾入りした（マニラ湾海戦）。その後ボルチモアはアジアステーションに留まり、1900年5月23日まで船団警護などの任務に従事した。ボルチモアはスエズ運河を経由してニューヨークに1900年9月8日に到着した。
1900年9月27日から1903年5月6日までボルチモアはニューヨーク海軍工廠で予備役状態で保管された。1903年8月5日から12月23日まで北大西洋艦隊カリブ海戦隊で活動し、夏にはメイン州沖合での艦隊演習に参加、8月15日から17日にかけてニューヨークのオイスター・ベイで行われた大統領による観閲式に参加した。1904年5月28日から8月26日までサントドミンゴ水域で活動し、ヨーロッパ戦隊に配属、地中海を巡航した。9月26日にイタリアのジェノヴァを出航、アジアステーションに向かい、続く2年をフィリピン、オーストラリア海域で活動した。
ボルチモアは1907年4月24日にニューヨークへ帰還し、1907年5月15日にニューヨーク海軍工廠で予備役となる。1911年1月20日に限定就役状態でとなり、1911年1月30日から1912年9月20日までチャールストン海軍工廠で新兵収容艦としての任務に就く。1913年から1914年にかけてチャールストン海軍工廠で機雷敷設艦への改修が行われ、1915年3月8日に再就役した。1915年から1918年の間に、ボルチモアはチェサピーク湾および大西洋岸沿いに機雷敷設実験および訓練に従事した。
アメリカ合衆国が第一次世界大戦へ参戦した当時、ボルチモアは兵員の訓練任務に従事していた。1918年3月初め、ボルチモアはアイルランド北方のノース海峡で機雷敷設の支援を担当した。3月8日にクライド川に到着し、4月13日から5月2日までの間に、ノース海峡におよそ900個の機雷を敷設した。6月2日、ボルチモアはスコットランドのインヴァネスで第1機雷敷設戦隊に合流し、4ヶ月にわたってオークニー諸島とアイスランド間の北方機雷原敷設任務に参加した。
1918年9月28日にボルチモアはオークニー諸島のスカパ・フローから出航し帰国の途に就く。その後年末までバージン諸島の近くで機雷敷設試験を行った。
1919年9月、ボルチモアは太平洋艦隊に加わり、CM-1 （機雷敷設艦）に艦種変更される。1921年まで西海岸で留まり、その後真珠湾に移動、1922年9月15日に予備役となる。真珠湾で新兵収容艦としての任務に就き、1941年12月8日の真珠湾攻撃時には任務の途中であった。ボルチモアは1942年2月16日に売却され、スクラップとして廃棄された。